# Altägyptische Religion

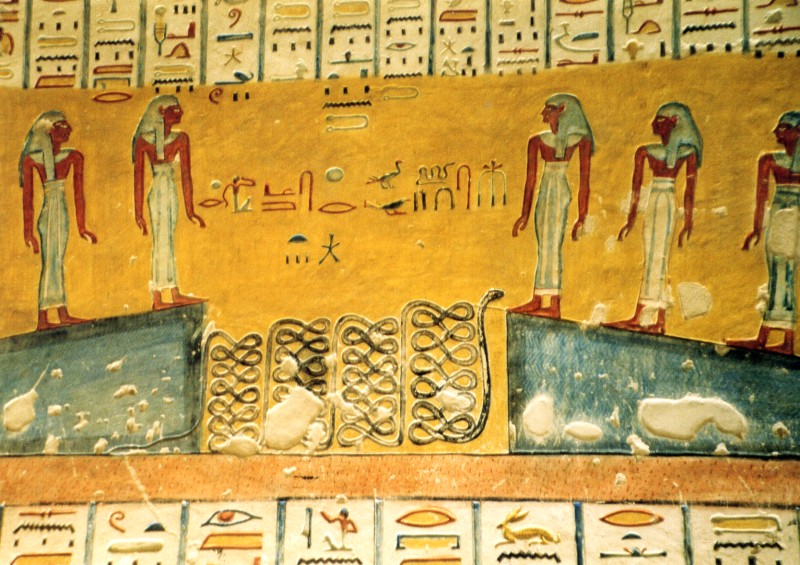
Szene aus dem Pfortenbuch, einem Unterweltsbuch aus dem Grab von Ramses IV., Tal der Könige

Die altägyptische Religion war eine der großen antiken polytheistischen Religionen des Mittelmeerraums. Sie ist belegt von der Frühzeit der Herausbildung des pharaonischen Staates, in der letzten Hälfte des 4. Jahrtausends v. Chr., bis in die Zeit der römischen Herrschaft, als sie vom Christentum verdrängt und schließlich von den römischen Kaisern verboten wurde.

## Einführung
Durch die Austrocknung der nordafrikanischen Wüsten wurden die Jäger- und Sammlerkulturen in Ägypten als Ackerbau treibende Bauern sesshaft. Ihre wüsten-nomadische Totem-Religion traf auf die einheimische Bauernreligion und vermischte sich mit dieser.
Wie in vielen alten Kulturen existierte auch im prädynastischen Ägypten in fast jedem Dorf der Glaube an einen oder mehrere unterschiedliche Götter. Durch den Zusammenschluss zu kleinen Teilreichen verbreitete sich auch die jeweilige Religionskultur zwischen verschiedenen Dörfern und Gegenden und es bildete sich ein zusammenhängendes Konglomerat mit den verschiedensten religiösen Ansichten. Maßgebend für die altägyptische Religion war der den Lebensrhythmus bestimmende Nil. Die jährliche Nilschwemme war ein wichtiges Ereignis, da sie den fruchtbaren Nährboden für erfolgreiche Ernten in die Ebene spülte. Die Schwemme ließ sich über die Stellung der Gestirne am Himmel ungefähr bestimmen, was ägyptische Gelehrte dazu brachte sich mit der Astronomie zu beschäftigten, welche dadurch auch Einfluss auf die Religion nahm.

## Gliederung
Die altägyptische Religion hatte eine starke zeitliche, räumliche und soziale Gliederung.

### Zeitliche Veränderungen
In den mehr als dreieinhalb Jahrtausenden ihrer Existenz hat sich die Religion verändert und weiterentwickelt, aber nie einen so starken Bruch erfahren, dass sie ihre Identität verloren hätte. Eine Ausnahme ist die Regierungszeit Echnatons, die aber im Gesamtkontext nur einen relativ kurzen Abschnitt darstellt.

### Räumliche Gliederung
Trotz der starken Zentralisierung des pharaonischen Staates gab es im ganzen Land regionale und lokale Kulte. In den Provinzstädten waren Stadtgötter dominant, die für die jeweilige Bevölkerung jeweils als „höchster aller Götter“ angesehen wurden und für die regionale Identität der Bevölkerung wichtig waren. Diese Stadtgötter spielten teilweise auf der Ebene des Gesamtreiches nur eine untergeordnete Rolle. Im Zuge einer Verlegung der königlichen Residenz konnte der örtliche Stadtgott der neuen Residenz landesweite Bedeutung erlangen. So verdankt der thebanische Gott Amun seinen Aufstieg zum Reichsgott der Verlegung der Residenz nach Theben. Eine vergleichbare Bedeutung hat jedoch Ptah, Lokalgott der alten Residenz Memphis, nicht erlangen können (siehe auch: Memphitische Theologie). Einige Ortschaften erreichten wiederum nur durch die landesweite Bedeutung ihres Stadtgottes eine herausragende Stellung, so Heliopolis als Stadt des Re und Abydos als Stadt des Osiris.

### Soziale Schichtung
Neben den offiziellen Staatskulten, in denen die Elite des Staates kosmisch wirksame Götter (Amun, Re, Osiris, Isis, Thot und andere) verehrte, gab es offensichtlich noch eine Religion des einfachen Volkes, in der spezielle niedere Götter verehrt wurden, die für die Aufrechterhaltung des Alltagslebens und der persönlichen Gesundheit der Menschen und ihrer Familien zuständig waren. Darstellungen dieser Götter (etwa Taweret und Bes) sind meist in Form von Kleinplastiken und Amuletten erhalten.

## Charakterisierung
Siegfried Morenz charakterisiert die altägyptische Religion als:
- gewachsene Religion (im Gegensatz zu einer gestifteten Religion),
- Kultreligion (im Gegensatz zu einer Buchreligion) und
- Nationalreligion (im Gegensatz zu einer Weltreligion).

Tatsächlich gibt es kein Stiftungsdatum der altägyptischen Religion, die vermutlich aus verschiedenen afrikanischen Kulten – ähnlich wie der altägyptische Staat – langsam zusammengewachsen ist. Typisch ist auch die ständige Weiterentwicklung. Es gab in dieser Religion keine geoffenbarten kanonischen Texte, die für alle Zeiten festgeschrieben und unveränderlich waren. Religiöse Texte wie Hymnen, Gebete und Jenseitsführer wurden zu allen Zeiten neu verfasst und ständig weiterentwickelt. Diese Texte wurden oftmals bei Kulthandlungen und Ritualen rezitiert. Der altägyptischen Religion konnte man auch nicht „beitreten“ oder sich persönlich zu ihr bekennen, zumindest nicht im Alten und Mittleren Reich. Die Religion wurde vom König und seinen staatlichen Institutionen aufrechterhalten, die Ägypten als den Kosmos betrachteten und das Ausland als (Übergang zum) Chaos, das zur Sicherung des Lebens und der staatlichen Ordnung von Ägypten ferngehalten werden musste. Aus diesem Grund standen die alten Ägypter Ausländern grundsätzlich ablehnend und misstrauisch gegenüber.
Jan Assmann (1984) rechnet mit drei „Dimensionen der Gottesnähe“, mit deren Hilfe er die Eigentümlichkeiten der altägyptischen Religion im kulturellen Vergleich umreißt:
- die kultische,
- kosmische und
- mythische Dimension.

Nach Assmann ist für die altägyptische Religion die weitgehende Abwesenheit verschiedener Dimensionen der religiösen Erfahrung typisch. Dazu gehören:
- Rausch, Trance, Ekstase, Schamanismus;
- Mystik, Meditation, Versenkung;
- Geschichte und persönliches Schicksal.

Die geschichtliche oder politische Dimension der Religion, also das Eingreifen eines Gottes in Belange des menschlichen Zusammenlebens (Politik, Rechtsprechung) sowie die „persönliche Frömmigkeit“, also die selbstständige Hinwendung des menschlichen Individuums zu einem Gott und die persönliche Heilserwartung an einen Gott, waren der altägyptischen Religion zumindest im Alten und Mittleren Reich fremd. Erst im Neuen Reich ab der 18. Dynastie gab es erste Entwicklungen in diese Richtung, die durch die Reformen des Echnaton kurzfristig zurückgedrängt wurden. Nach deren Scheitern entwickelte sich das politische Eingreifen religiöser Institutionen und die „Persönliche Frömmigkeit“ zu einem Merkmal der altägyptischen Religion, besonders in der Ramessidenzeit.

### Kult

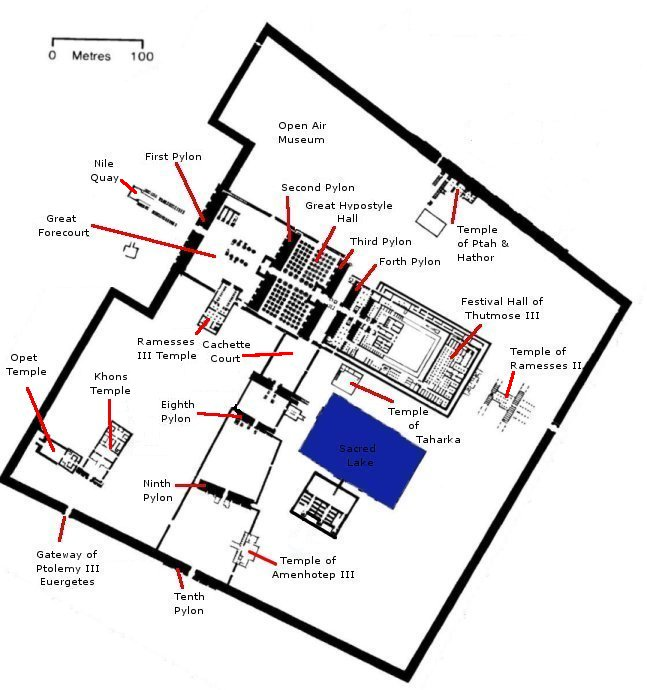
Grundriss des großen Tempels des Amun in Karnak

#### Kult als staatliche Funktion
Durch den Kult gewann der Gott im alten Ägypten eine lokale Dimension. Er wurde fassbar und diesseitig. Dadurch bekam die Religion auch eine politische Bedeutung, denn durch die Ausübung des Kultes legitimierte sich der König als Mittler zu den Göttern. Er sorgte dafür, dass die kosmische Ordnung und die irdische Gerechtigkeit (Maat) eingehalten wurden, denn als irdische Verkörperung des auf Erden herrschenden Gottes Horus („Horus der Lebenden“) konnte er mit den Göttern verkehren. Überregional bedeutende Reichsgötter wurden in Reichstempeln (nicht nur in der jeweiligen Residenz) mit dem Zwecke der Erhaltung der kosmischen Ordnung und des staatlichen Gefüges verehrt. Die Existenz von Stadtgöttern beruhte auf der Vorstellung einer territorialen Herrschaft der Götter.
Prinzipiell war der Kult im alten Ägypten kein Handeln der Menschen an den Göttern oder für die Götter, sondern ein Handeln der Götter untereinander. Aus diesem Grund war der König auch als irdische Manifestation des Gottes Horus der einzige Mensch, der den Kult ausüben konnte.

#### Kultpraxis
Kulthandlungen von nationaler Dimension oblagen formell dem König, der sie in der Praxis aber an Priester delegierte. Für diese war es extrem wichtig, die für ihre Tätigkeit vorgeschriebenen kultischen Reinheitsgebote penibel einzuhalten. Zu vielen Kulthandlungen gehörte auch dreimal täglich die kultische Servierung fetter Speisen, welche hernach von den Priestern und ihren Familien verzehrt wurden, allerdings mit den üblichen gesundheitlichen Folgeerscheinungen.
Die meisten Priester, insbesondere die untergeordneten Dienstgrade, übten ihren Dienst nicht in Vollzeit aus, sondern waren nur einen Teil des Jahres im Tempel tätig. Ganze Mannschaften („Phylen“) wechselten sich dabei ab und gingen die meiste Zeit des Jahres anderen Tätigkeiten nach. Priester zu sein, war im alten Ägypten begehrt, der Status war mit einer guten Entlohnung (in Naturalien) und erheblichen Privilegien verbunden.
Aus den Siedlungen am Rande des Fayyum sind für die griechisch-römische Epoche zahlreiche archäologische, epigrafische und papyrologische Zeugnisse des Sobek-Kultes überliefert. Insbesondere die literarischen und dokumentarischen Papyri aus Soknopaiu Nesos und Tebtynis, aber auch die Ostraka aus dem Tempelbezirk von Narmuthis geben einen Einblick, wie Kulthandlungen abliefen und welcher Wirtschaftsbetrieb sie begleitete.

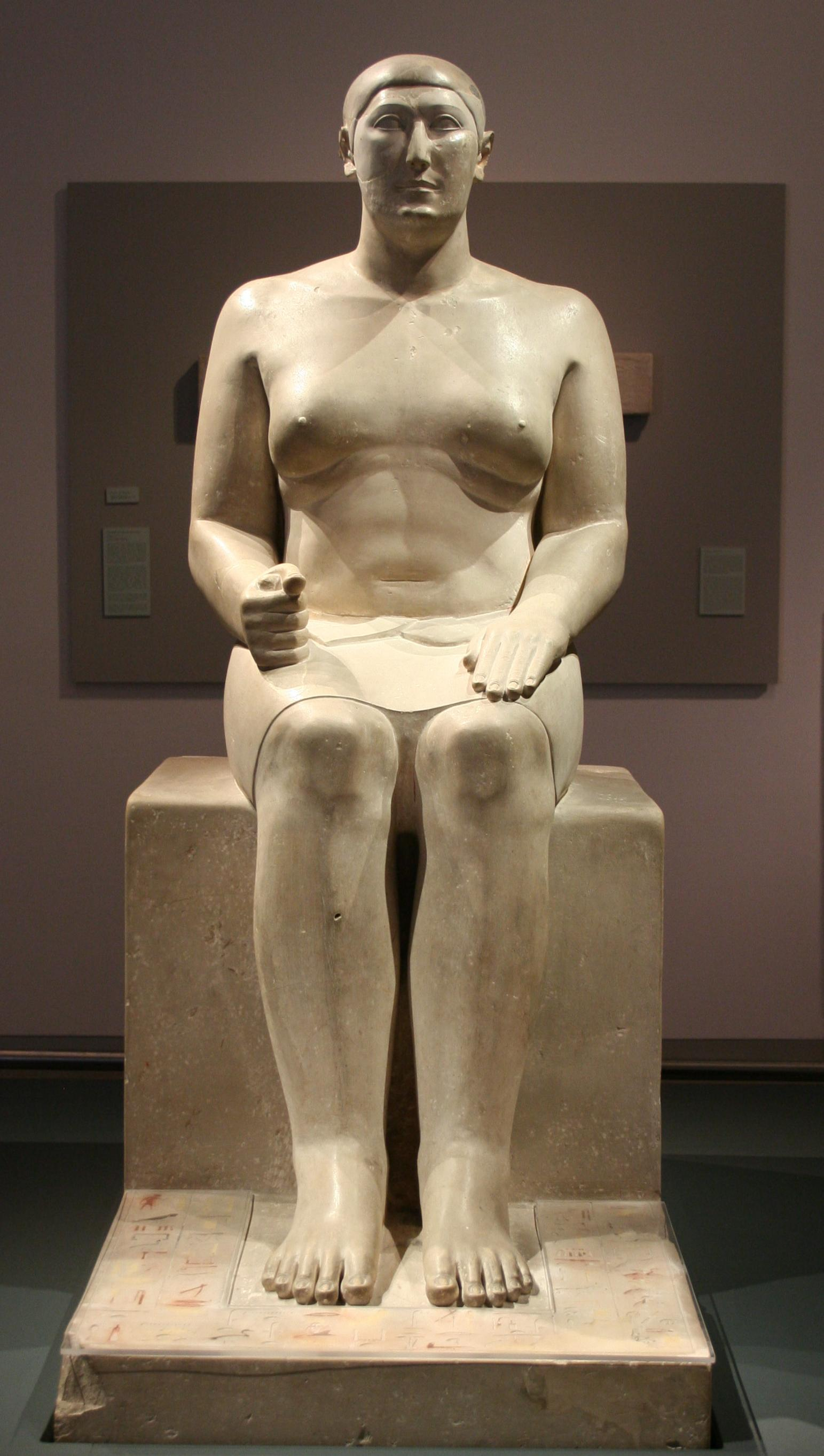
Grabstatue des Hemiunu, des höchsten Beamten des Königs Cheops

#### Götterkulte
Die wichtigsten Kulte waren die Götterkulte in den Tempeln, die es im ganzen Land gab und die ausschließlich im Auftrag des Königs gebaut werden konnten. Dies war im alten Ägypten der Versuch, die Götter auf die Erde, also in die menschliche Welt, zu holen, damit sie im Sinne der Menschen beeinflusst und günstig gestimmt werden konnten. Der Tempel war somit eine irdische Wohnung für den Gott. Zentrum eines Tempels war das Gottesbild, das im Allerheiligsten aufgestellt war, einem Schrein, zu dem nur die höchstrangigen Priester Zutritt hatten. Nach ägyptischer Auffassung wohnte der Gott tatsächlich diesem Gottesbild ein und konnte so in Interaktion mit der Welt der Menschen treten. Dass ägyptische Götter in verschiedenen Tempeln gleichzeitig Statuen haben konnten, teilweise auch eine stationäre und eine andere für Prozessionen oder Reisen („Amun des Weges“) oder gar noch ganz andere Manifestationen aufweisen konnten, war für den antiken Ägypter kein Widerspruch, sondern gehörte zu den anerkannten Fähigkeiten der Götter.
Der Kult in einem Göttertempel orientierte sich am Alltagsleben eines Herrschers in seinem Palast und wurde oft rund um die Uhr inklusive Nachtwachen durchgeführt. Das einfache Volk hatte praktisch keinen Zugang zum Tempel und war von diesem Kult im Wesentlichen ausgeschlossen. Zentrum war das Götterbild, meist eine aus sehr wertvollen Materialien gefertigte Statue. Sie stand in einem Schrein, der morgens vom zuständigen Priester geöffnet wurde. Danach wurden verschiedene rituelle Handlungen an der Statue vorgenommen, die den morgendlichen Handlungen eines Menschen nachempfunden waren.
Jeder Gott hatte seinen eigenen Tagesablauf. Dazu kamen Jahresereignisse, wie bestimmte Feste, bei denen der Gott auch seinen Tempel verlassen und zum Beispiel Besuche in anderen Tempeln vornehmen konnte (wie beim „Opet-Fest“ in Karnak/Luxor). Dazu wurde der Schrein mit dem Gottesbild von den Priestern wie in einer Sänfte getragen. Längere Wege legte der Gott – wie bei vornehmen Ägyptern üblich – mit dem Schiff zurück. Dafür standen prunkvoll ausgeführte Gottesbarken zur Verfügung. Diese seltenen Gelegenheiten, dem Gott nahe zu sein, wurden von der einfachen Bevölkerung, die in Massen an solchen Veranstaltungen teilnahm, begeistert begrüßt. Derartige Feste waren große Ereignisse im religiösen Leben der Ägypter. (Siehe auch: Talfest und Bastet-Fest)

#### Totenkulte
Daneben gab es die Totenkulte für die verstorbenen Könige, aber im Laufe der Geschichte zunehmend aufwändiger auch den Totenkult für die nichtköniglichen Verstorbenen. Auch hier spielte eine Statue des Verstorbenen, der Opfergaben dargebracht wurden, eine wichtige Rolle. Grabanlagen und Totenkulte wurden vom König gewährt, also an seine Beamten verliehen, wobei die Ausstattung nach Leistung und Bedeutung der jeweiligen Person gestaffelt war. Durchgeführt wurden diese privaten Totenkulte durch die Familien der Verstorbenen unter der Leitung des ältesten Sohnes. (Siehe auch: Grabbeigaben (Altägypten))

#### Kultstätten

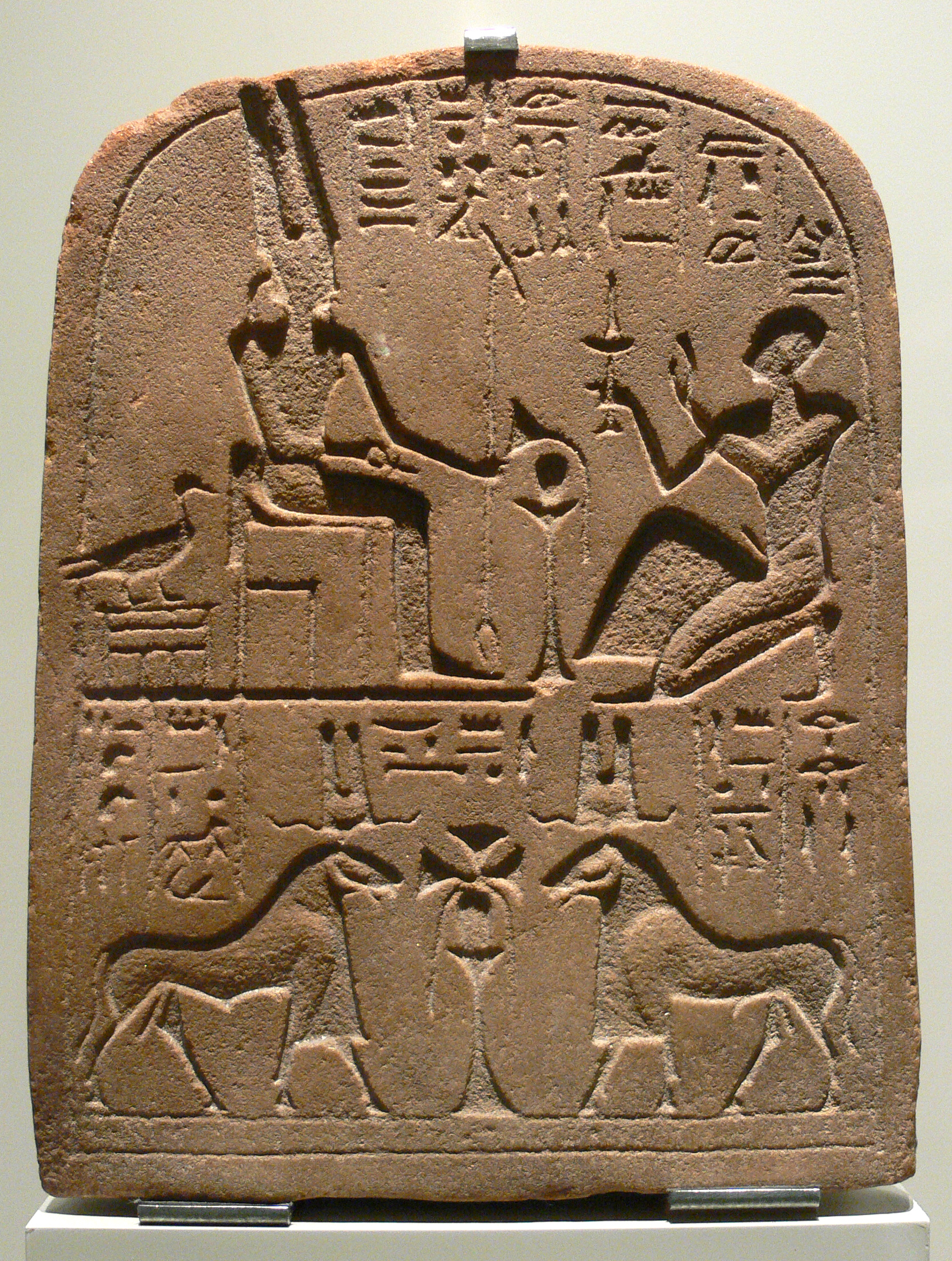
Stele des Amun in drei Erscheinungsformen (Mensch, Gans, Widder) (Spätzeit, 25. Dynastie, um 700 v. Chr.)

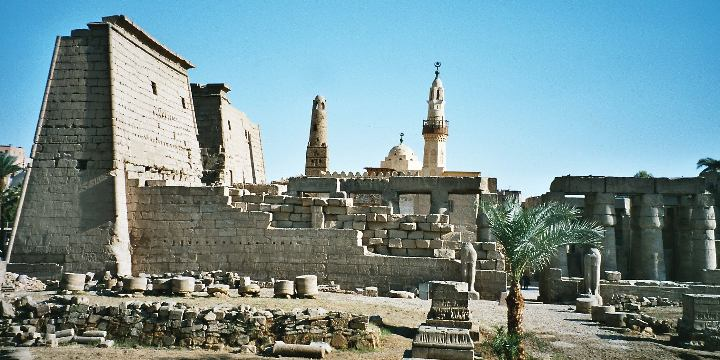
Luxor-Tempel Seitenansicht mit Pylon (links)

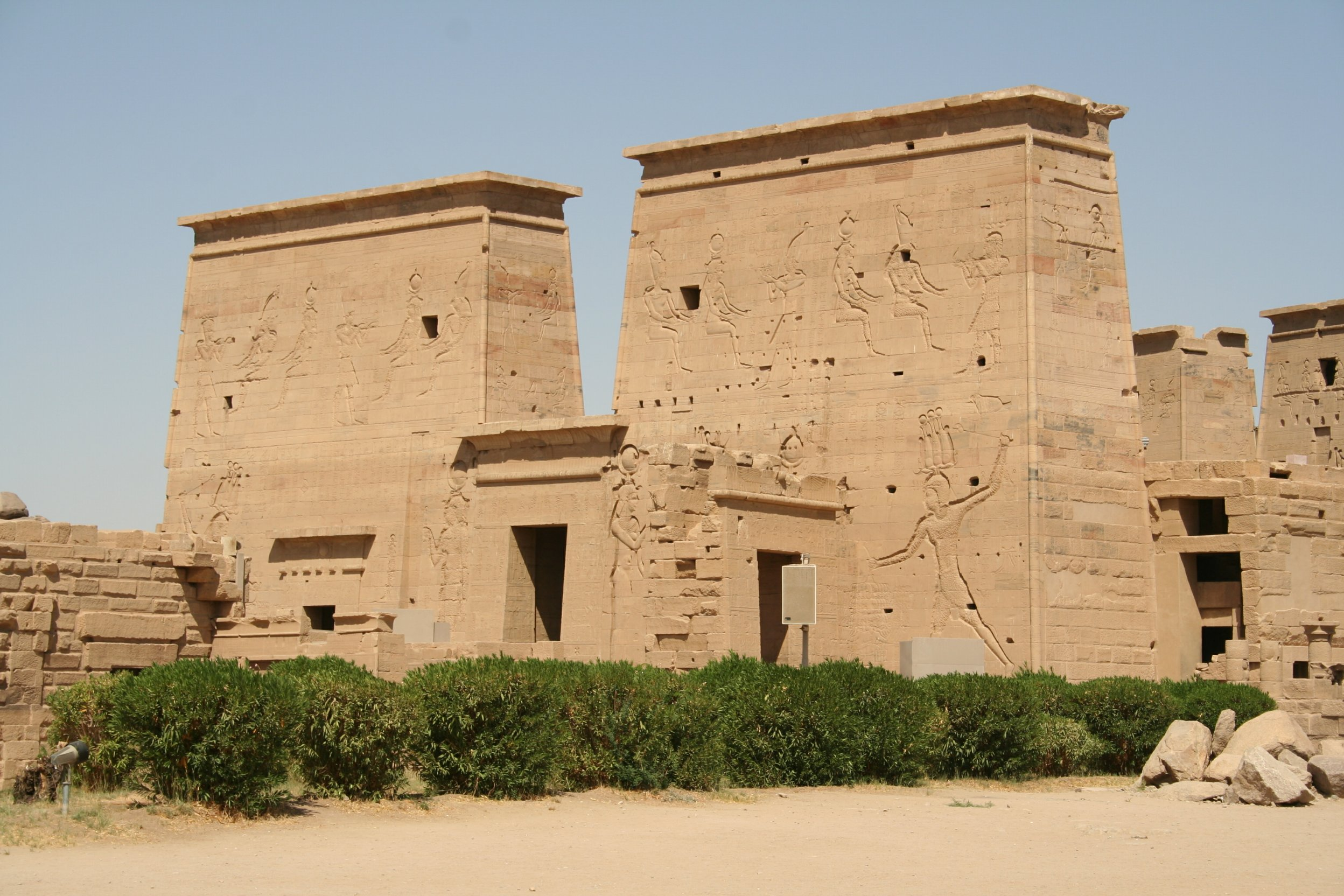
Erster Pylon des Isis-Tempels von Philae

Der klassische Götterkult wurde im alten Ägypten in einem Göttertempel durchgeführt, für dessen Architektur sich im Laufe der Zeit ein Standard entwickelte. Ein altägyptischer Tempel war von vorn nach hinten gestaffelt, wobei die vorderen Architekturelemente hoch, groß und hell waren und die hinteren immer niedriger, enger und dunkler wurden. Auch war der Zugang zu den Höfen und Räumen immer strenger geregelt, je weiter man in den Tempel vordrang. Das Allerheiligste (Sanktuar), also der Raum mit dem Schrein für die Götterstatue, befand sich sehr nahe der Rückwand des Tempels und durfte nur von sehr wenigen Personen betreten werden.
Die Front eines Tempels bildete spätestens seit dem Neuen Reich der so genannte Pylon, ein Architekturelement, das die Funktionen von Türmen, Mauer und Tor in sich vereinte. Im Prinzip war ein Pylon eine zweiteilige Frontmauer mit geböschten Seiten. In der Mitte befand sich ein niedrigeres Tor, das begehbar war und auf dem Rituale stattfinden konnten. Vor dem Pylon standen Flaggenmasten, teilweise Obelisken oder Kolossalstatuen. Pylone bildeten auch die Fronten der nachfolgenden Räume und Höfe, so dass ein großer Tempel durchaus mehrere, nach hinten kleiner werdende Pylone aufwies. Architekturgeschichtlich war es meist so, dass Herrscher Zusatzbauten bei Tempeln vorne ansetzten und dabei größer und höher als die existierenden Tempelteile bauen mussten.
Die Pylone waren mit Bildern und Texten versehen, beliebteste Motive waren das Überreichen des Schlachtschwertes an den König durch einen Gott oder das Erschlagen der Feinde durch den König. Diese Abwehrsymbolik verstärkte den festungsartigen Charakter, der für viele Tempel typisch war.
Die wichtigsten und bekanntesten Tempel Ägyptens – teils wegen ihres vergleichsweise guten Erhaltungszustandes – sind der Karnak-Tempel, der Luxor-Tempel sowie die Tempel von Abu Simbel und Dendera.
Bedeutende Verehrungsstätten altägyptischer Könige sind der Totentempel der Königin Hatschepsut von Deir el-Bahari, der Totentempel des Ramses III. in Medinet Habu und das Ramesseum von Ramses II.
Wichtige Kultstätten der Ptolemäer-Zeit aus den letzten Jahrhunderten vor Christi Geburt sind die Tempel von Edfu, Kom Ombo und Esna. Diese späten Tempel sind am besten erhalten und können als einzige dem modernen Besucher einen geschlossenen Raumeindruck vermitteln, da auch teilweise die Deckenkonstruktion noch vorhanden ist.

### Kosmos
Im Gegensatz zu den von Menschen gebauten Tempeln galt der Kosmos als die wahre Wohnung der Götter, wobei viele Götter einen speziellen kosmischen Aspekt verkörperten. Wichtigste kosmische Erscheinungen waren dabei die Sonne, der Himmel und die Erde. Während Sonnen- und Erdgötter immer männlich waren, wurde der Himmel ausschließlich von Göttinnen repräsentiert.

#### Sonne
Sonnengötter bzw. die verschiedenen Erscheinungsformen des Sonnengottes hatten dabei in der Regel die Funktion eines Herrschers auf Erden. Deshalb bestand auch immer eine besonders enge Beziehung des Königs zum Sonnengott (siehe auch: Re, Horus, Harachte). In der Amarna-Zeit war Aton der Gott der Sonnenscheibe.

#### Himmel
Himmelsgöttinnen wurden in der Regel als Muttergottheiten angesehen, die die Sonne am Abend verschluckten und am Morgen wieder gebären konnten. Die klassische Himmelsgöttin war Nut, aber auch andere weibliche (Mutter-)Gottheiten (Isis, Hathor, Ipet, Sopdet) konnten deutliche Aspekte einer Himmelsgottheit zeigen. Typisches Attribut war ein Kuhgehörn mit Sonnenscheibe auf dem Kopf.

#### Erde
Erdgötter galten in der Regel als Totengötter und hatten deutliche Aspekte, die auf die Themen Vegetation und Fruchtbarkeit hindeuteten (siehe auch: Osiris, Ptah, Sokar, Tatenen, Aker).

#### Weitere
Thot galt als Mondgott, Schu als Luftgott. Wichtige Sterne (Sirius, Isis-Sopdet) hatten ihre eigenen göttlichen Repräsentanten. Hapi war der Gott der Nilflut.

### Mythos
Der Mythos ist die sprachliche Dimension der Gottesnähe im alten Ägypten. In zahlreichen religiösen Texten aller Epochen des pharaonischen Ägypten treffen wir auf mythische Motive, durch die auf Erzählungen Bezug genommen wird, die Handlungen der Götter zum Thema haben. Typischerweise finden wir in den ältesten Texten nur Bruchstücke dieser Erzählungen, geschlossene Geschichten liegen nur aus späteren Zeiten vor.
Mythische Motive dienen auch in der Magie dazu, durch Beschwörung götterweltlicher Ereignisse diesseitige Vorgänge im Sinne der Menschen zu beeinflussen.

## Das Götterpantheon

### Erscheinung der Götter
Die ägyptischen Götter sind meist mehrgestaltig. Dies geht auf die Gleichsetzung lokaler Gottheiten mit unterschiedlichen äußeren Merkmalen zurück. Im Laufe der ägyptischen Geschichte gewannen die großen Gottheiten neue Aspekte hinzu, oder Götter verschmolzen miteinander, am nachhaltigsten Amun und Re zu Amun-Re.
Die meisten Götter sind tiergestaltig oder haben Körperteile von Tieren. Manchmal haben sie jedoch auch nur einen Kopfschmuck, der darauf hinweist. So trägt Selket in Menschengestalt lediglich einen Skorpion auf dem Kopf. Einige wenige Götter erscheinen abstrakt, zum Beispiel: Amun, der Verborgene; Aton, die Sonnenscheibe; Nun, die Urflut; Behdeti, die geflügelte Sonnenscheibe; Kuk, die Dunkelheit; Niau, die Verneinung; Heh, die räumliche Endlosigkeit; Gereh, der Mangel; Tenemu, das Verschwundene.

### Einteilung

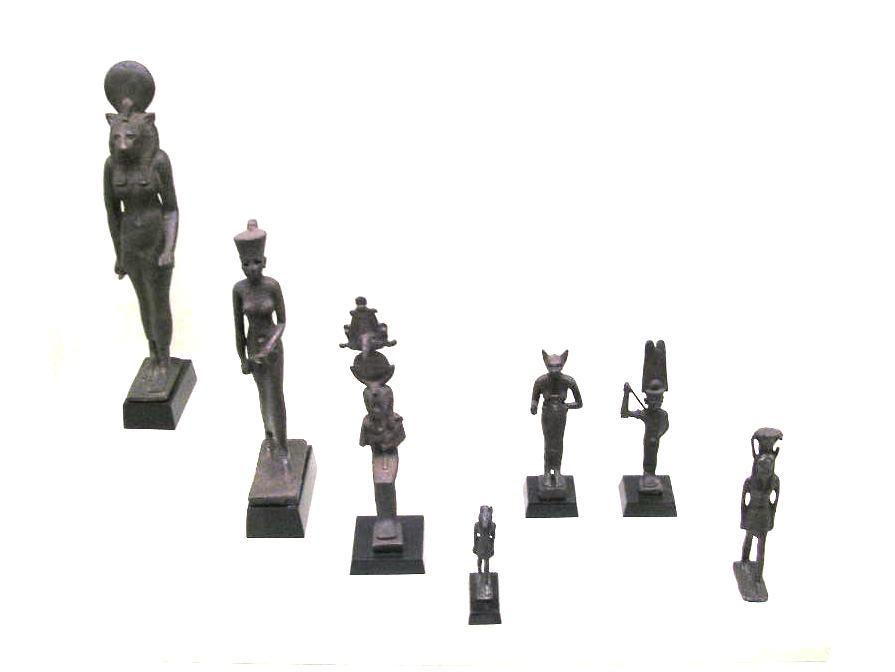
Statuen ägyptischer Götter

Die ägyptische Religion besitzt eine Vielfalt an Göttern. Man kann sie in verschiedene Kategorien einteilen:
- Hauptgott: Obwohl die ägyptische Götterwelt so vielfältig ist, gibt es mehrere Götter, die besonders stark verehrt wurden und den anderen übergeordnet waren. Die herrschende Dynastie räumte dem Gott ihrer Heimatstadt besonders viel Einfluss ein, so dass im Alten Reich Re, ab dem Mittleren Reich Amun als oberster Gott gilt. Unter Echnaton kommt diese Ehre dem Aton zu (s. Aton-Kult weiter unten)
- Lokalgötter: Götter, die lediglich in einer Stadt verehrt wurden, wie zum Beispiel Upuaut in Siut. Viele dieser Götter waren lokale Ausformungen einer anderen Gottheit, wie zum Beispiel Horus von Edfu.
- die Neunheit von On (Heliopolis): in frühgeschichtlicher Zeit entstanden, ist sie im Alten Reich schon fest verankert. In der Neunheit sind die Götter in familienähnlichen Strukturen geordnet. An der Spitze steht Atum, der Schöpfergott von On. Weiterhin gehören zur Neunheit seine Kinder Schu und Tefnut, deren Kinder Geb und Nut, die wiederum Osiris, Isis, Seth und Nephthys zeugten.
- die Achtheit von Hermopolis (Magna). Auch sie gibt es seit den Anfängen der Hochkultur, die Zeugnisse sind jedoch in der griechisch-römischen Zeit am besten. Die Achtheit ist in vier Paaren angeordnet: Nun und Naunet, Hah und Hauhet, Kuk und Kauket; über das vierte Paar gibt es mehrere auseinandergehende Belege: als solches genannt werden Amun und Amaunet sowie Niau und Niaut, vereinzelt auch Gereh und Gerhet.
- die Triaden: örtliche „Familien“, üblicherweise Vater, Mutter und deren Kind. Am bekanntesten sind wohl Isis, Osiris und Horus. Daneben gibt es die memphitische Triade, Ptah, Sachmet und Nefertem, die Triade von Karnak, Amun, Mut und Chons. Weitere Triaden schwanken in ihrer Zusammensetzung. Diese Götterfamilien sollen nicht die tatsächliche familiäre Beziehung zueinander darstellen, sondern die Götter eines Ortes zusammenführen.
- die Horussöhne: Amset, Hapi, Duamutef und Kebechsenuef sind die vier Söhne des Horus, die im jenseitigen Bereich eine wichtige Rolle einnehmen: sie bewachen die Eingeweide des Mumifizierten.
- Totengötter: Zu den Totengöttern zählt Re als Herr der Unterwelt; ab dem Mittleren Reich wird diese Position von Osiris eingenommen. Des Weiteren Anubis, der über das Totengericht wacht, Thot, der das Ergebnis der Waagprüfung ausruft, Maat, deren Feder als Instrument der Wahrheit den Ausgang der Prüfung bestimmt. Die Totenfresserin vernichtet die Seelen, die die Prüfung nicht bestehen. Die Horussöhne, die die Eingeweide bewachen, könnte man unter die Totengötter zählen, ebenso die sie bewachenden Göttinnen Neith, Nephthys, Selket und Isis. Isis und Nephthys sind in diese Reihe zu stellen, weil sie den Leichnam des Osiris suchten und zusammenfügten. Sie waren Klagefrauen an seinem Grab und geleiteten ihn in die Unterwelt, wie sie es für jeden Verstorbenen tun.
- Sonnengötter: Hauptgott der Sonnenkulte ist Re; die übrigen Götter repräsentieren Aspekte von ihm. Chepre ist die Sonnenscheibe am Morgen, Aton die Sonnenscheibe am Mittag und Atum die Sonnenscheibe am Abend. Schu verkörpert das Sonnenlicht Behdeti, die Flügelsonne, und Harachte, der Sonnenfalke, gehören ebenso zu diesem Kreis. Chepre als Käfer, der sich selbst erschafft (Skarabäus), ebenso wie der Sonnengott sich selbst erschuf, wird ebenfalls als Form des Sonnengottes verehrt. Weitere Götter wurden im Laufe der ägyptischen Geschichte sekundär mit Re verbunden, so zum Beispiel Amun-Re, Sobek-Re und Chons-Re.

### Ägyptische Religion
- Adolf Erman: Die Religion der Ägypter. Ihr Werden und Vergehen in vier Jahrtausenden (= Handbücher der Staatlichen Museen zu Berlin. Band 9). De Gruyter, Berlin 1905 (und 1934); 2. Auflage, ergänzte Neuauflage der Ausgabe von 1978, De Gruyter, Berlin 2001, ISBN 3-11-017040-X.
- Hermann Kees: Der Götterglaube im alten Ägypten. 2. Auflage, Akademie-Verlag, Berlin 1956.
- Hermann Kees: Totenglauben und Jenseitsvorstellungen der alten Ägypter. 2., neubearbeitete Auflage, Akademie-Verlag, Berlin 1956.
- Siegfried Morenz: Ägyptische Religion. Kohlhammer, Stuttgart 1960.
- Hellmut Brunner: Grundzüge der altägyptischen Religion. Wissenschaftliche Buchgesellschaft, Darmstadt 1983.
- Jan Assmann: Ägypten: Theologie und Frömmigkeit einer frühen Hochkultur (= Urban-Taschenbücher. Band 366). Kohlhammer, Stuttgart / Berlin u. a. 1984, ISBN 3-17-008371-6.
- Klaus Koch: Geschichte der ägyptischen Religion. Kohlhammer, Stuttgart 1993, ISBN 3-17-009808-X.
- A. R. David: religion, state. In: Kathryn A. Bard (Hrsg.): Encyclopedia of the Archaeology of Ancient Egypt. Routledge, London 1999, ISBN 0-415-18589-0, S. 662–65.
- Lucia Gahlin: Ägypten. Götter, Mythen, Religionen. Edition XXL, Reichelsheim 2001, ISBN 3-89736-312-7.
- Richard H. Wilkinson: Die Welt der Götter im Alten Ägypten. Glaube – Macht – Mythologie. Theiss, Stuttgart 2003, ISBN 3-8062-1819-6.
- Hans Bonnet: Lexikon der ägyptischen Religionsgeschichte. Nikol, Hamburg 2005, ISBN 3-937872-08-6 (früherer Titel: Reallexikon der ägyptischen Religionsgeschichte.).
- Erik Hornung: Der Eine und die Vielen. Altägyptische Götterwelt. 6. Auflage, Wissenschaftliche Buchgesellschaft, Darmstadt 2005, ISBN 3-534-14984-X.
- Jan Assmann: Religio duplex. Ägyptische Mysterien und europäische Aufklärung. Verlag der Weltreligionen im Insel Verlag, Berlin 2010, ISBN 978-3-458-71032-5.
- Maria Michela Luiselli: Die Suche nach Gottesnähe. Untersuchungen zur Persönlichen Frömmigkeit in Ägypten von der Ersten Zwischenzeit bis zum Ende des Neues Reiches (= Ägypten und Altes Testament. Band 73). Harrassowitz, Wiesbaden 2011, ISBN 978-3-447-05890-2.
- Christiane Zivie-Coche, Françoise Dunand: Die Religionen des Alten Ägypten (= Die Religionen der Menschheit. Band 8). Kohlhammer, Stuttgart 2012, ISBN 978-3-17-019942-2.
- Holger Kockelmann: Der Herr der Seen, Sümpfe und Flußläufe. Untersuchungen zum Gott Sobek und den ägyptischen Krokodilgötter-Kulten von den Anfängen bis zur Römerzeit. 3 Bände. Harrassowitz, Wiesbaden 2017, ISBN 978-3-447-10810-2.

### Texte
- Günther Roeder: Urkunden zur Religion des Alten Ägypten. Diederichs, Jena 1915.
- Günther Roeder: Die Ägyptische Götterwelt. Artemis, Zürich 1959.
- Günther Roeder: Ägyptische Mythen und Legenden. Artemis, Zürich 1960.
- Günther Roeder: Kulte und Orakel im Alten Ägypten. Artemis, Zürich 1960.
- Günther Roeder: Zauberei und Jenseitsglauben im Alten Ägypten. Artemis, Zürich 1961.
- Gregoire Kolpaktchy: Ägyptisches Totenbuch. Scherz, Berlin 1970.
- Erik Hornung: Ägyptische Unterweltsbücher. Artemis, Zürich 1972.
- Raymond O. Faulkner: The Ancient Egyptian Coffin Texts. drei Bände, Aris & Phillips, Warminster 1973–1978.
- Heike Sternberg-el Hotabi, Wilfried Gutekunst, Ernst Kausen: Ägyptische Rituale und Beschwörungen: Orakel, Rituale, Bau- und Votivinschriften, Lieder und Gebete (= Texte aus der Umwelt des Alten Testaments.(TUAT) Band 2: Religiöse Texte. Lieferung. 3: Rituale und Beschwörungen 2. [ugaritisch, ägyptisch, aramäisch, phönizisch, altsüdarabisch]). G. Mohn, Gütersloh 1988.
- Erik Hornung: Altägyptische Jenseitsführer. Ein einführender Überblick. Wissenschaftliche Buchgesellschaft, Darmstadt 1997.
- Jan Assmann, Andrea Kucharek: Ägyptische Religion: Totenliteratur. Aus dem Ägyptischen übers. und hrsg. Verlag der Weltreligionen, Frankfurt am Main 2008, ISBN 978-3-458-70011-1.
- Jan Assmann, Andrea Kucharek: Ägyptische Religion: Götterliteratur. Aus dem Ägyptischen übers. und hrsg. Verlag der Weltreligionen, Frankfurt am Main 2018, ISBN 978-3-458-70056-2.